# Sistema europeo delle banche centrali
Il Sistema europeo delle banche centrali (SEBC), istituito dal trattato di Maastricht, è costituito dalla Banca centrale europea e dalle banche centrali nazionali dei 27 stati membri dell'Unione europea.

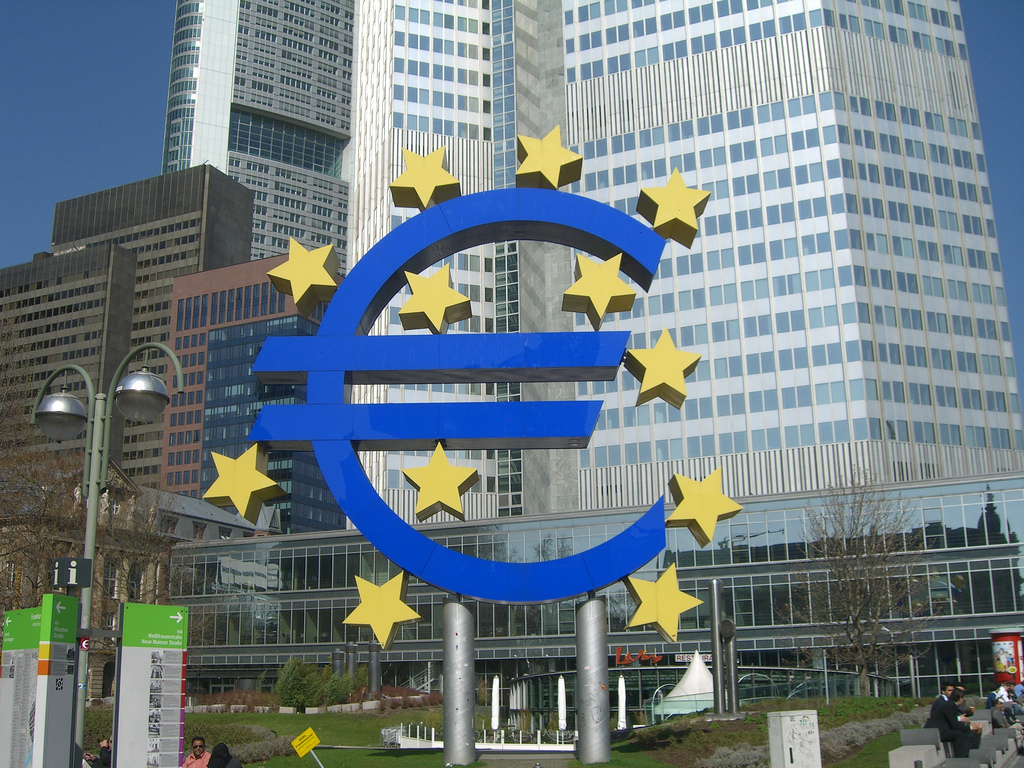
La sede della Banca Centrale Europea e l'Euro-Skulptur, a Francoforte

## Compiti e obiettivi
È stato istituito dal Trattato di Maastricht nel 1992, che ne ha definito gli obiettivi:
- il mantenimento della stabilità dei prezzi, come obiettivo principale e prioritario;
- il sostegno delle politiche economiche dell’UE, al fine di raggiungere e mantenere un elevato livello di occupazione negli stati che ne fanno parte, fatto salvo il primo;

Il SEBC è costituito dalla Banca centrale europea e dalle Banche centrali nazionali dei 27 stati membri dell’UE, a prescindere dall’adozione della moneta unica da parte di alcuni di questi, che compongono l'"Eurosistema". 
Fra gli altri compiti del Sistema sono annoverabili:
- lo svolgimento di operazioni sui cambi;
- la detenzione e la gestione di riserve in valute estere;
- la vigilanza sulla solidità degli enti e del sistema bancario e finanziario;
- la promozione del regolare funzionamento dei sistemi di pagamento;

Il SEBC (che quindi comprende al suo interno l'Eurosistema) ha anche il compito di fissare il tasso ufficiale di riferimento (TUR), ovvero il costo del denaro per le altre banche e per i clienti delle stesse.

## Struttura
Il SEBC non ha personalità giuridica necessaria per regolare le Banche centrali o la BCE, ma costituisce un accordo di coordinamento fra le stesse. La BCE rappresenta il vertice del SEBC. È gestita da due organi decisionali che compongono il Sistema:
- Il Comitato Esecutivo, di cui fanno parte 6 membri, che sono nominati per 8 anni e non possono essere rieletti, che ha le funzioni di attuare la politica monetaria, fornire le opportune istruzioni alle Banche Nazionali, svolgere le funzioni eventualmente delegate al Consiglio stesso;
- Il Consiglio Direttivo, costituito dallo stesso Comitato Esecutivo e dai governatori delle Banche Centrali dei 20 Stati membri dell’Eurosistema, che ha la responsabilità per le funzioni di: consulenza, raccolta di informazioni statistiche, preparazione di rapporti annuali, definizione di regole per la contabilizzazione delle operazioni compiute dalle Banche Centrali Nazionali, determinazione dei tassi di interesse di riferimento e all’offerta di riserve nell’Eurosistema.
- Il Consiglio Generale (che comprende il Presidente e il Vicepresidente del Comitato Esecutivo oltre ai governatori delle Banche Centrali Nazionali degli stati facenti parte dell’UE) svolge quei compiti rilevati dall’Istituto Monetario Europeo che devono essere ancora assolti dalla BCE nella Terza fase dell’Unione economica e monetaria, questo perché non tutti gli Stati membri hanno adottato l’euro.
- Il Consiglio di Vigilanza, che si riunisce due volte al mese per discutere, pianificare e svolgere i compiti di vigilanza della BCE. Presenta progetti di decisione al Consiglio Direttivo che devono essere approvati all'unanimità.[2]

Per riassumere, il Consiglio Direttivo assume decisioni in campo di politica monetaria, il Comitato Esecutivo si occupa dell’attuazione delle decisioni e della gestione corrente della BCE, il Consiglio generale, sostanzialmente, cesserà di esistere quando tutti gli stati membri del UE avranno adottato l’euro come valuta.
Mediante vari comitati, i rappresentanti delle banche centrali nazionali realizzano le funzioni del SEBC.
I mandati dei Comitati sono definiti dal Consiglio Direttivo e le banche centrali nazionali posso svolgere, sotto la propria responsabilità, funzioni che non rientrano in quelle dell’Eurosistema, a meno che il Consiglio Direttivo non giudichi queste funzioni in contrasto con gli obiettivi e i compiti dello stesso.
Le BCN assumono una grande importanza all’interno del SEBC per il principio di Decentramento Operativo, che trasferisce la responsabilità dell’attuazione della politica monetaria decisa dal comitato esecutivo della BCE alle stesse Banche Nazionali.

## La Banca d'Italia nel SEBC
La Banca d'Italia, in quanto Banca Centrale Nazionale di uno dei 27 stati facenti parte dell’UE e dei 20 membri dell’Eurosistema, è una delle componenti del SEBC.
La Banca Centrale Italiana partecipa alla decisioni in ambito SEBC e si occupa di attuare a livello nazionale le decisioni prese dallo stesso.
È responsabile della stampa delle banconote in euro, della gestione della circolazione e della lotta alla contraffazione. Svolge un ruolo all’interno del SEBC anche come autorità di vigilanza sulla stabilità complessiva di sistema bancario e sistema finanziario.
Inoltre svolge una funzione gestione di un'eventuale crisi bancaria.
Le ulteriori funzioni svolte dalla Banca all’interno del SEBC sono:
- Sorveglianza sul sistema dei pagamenti;
- Supervisione sul mercato nazionale;
- Attività di ricerca economica e elaborazione di dati statistici.

## Riferimenti normativi
- Protocollo (n. 4) del TUE - Statuto del Sistema europeo di banche centrali e della Banca centrale europea.